# 髻
髻，是盤結頭髮於頭頂或者腦後的髮型之統稱。常見的髻為圓型，稱為圓髻（現代俗稱為包包頭、丸子头）。中國傳統女性的髻款式包括雲髻、盤龍髻、墜馬髻、長圓髻（將髮向背平舖，髮尾盤成一顆圓球）、倭墮髻、鑽天髻、半翻髻、回鶻髻、飛天髻、反綰髻、同心髻、懶髻、流蘇髻（傳輕雲所創）、靈蛇髻、螺髻、螺絲髻、朝天髻（孟昶寵妃李豔娘創，宋代流行）、峨髻（又稱高髻）、髽髻（又稱抓髻）、椎髻及見於少女的雙平髻等等。
稱呼年輕婢女的「丫鬟」原來為髻的髮型，其中有雙環髻及垂環，後來演變成為她們的代名词，而環髻也變成了鬟髻。
包髻的布名為包髻。有時在髻裡插入笄、簪、釵及櫛等飾物作為固定及裝飾。

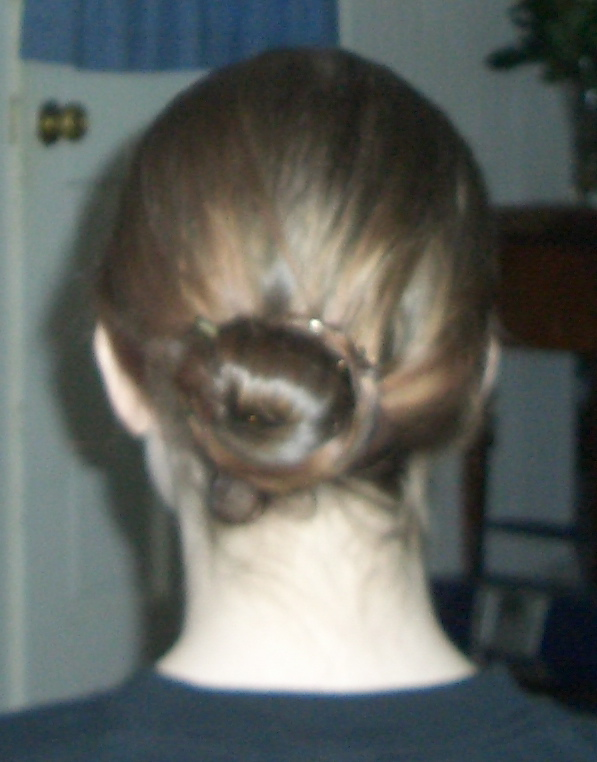
圓髻
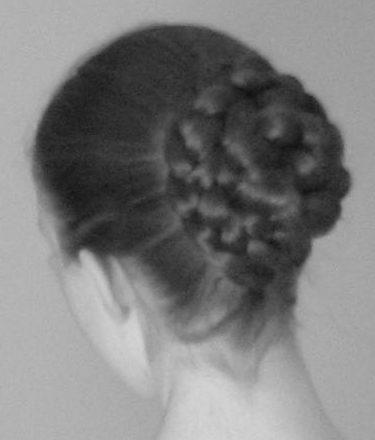
雙髻
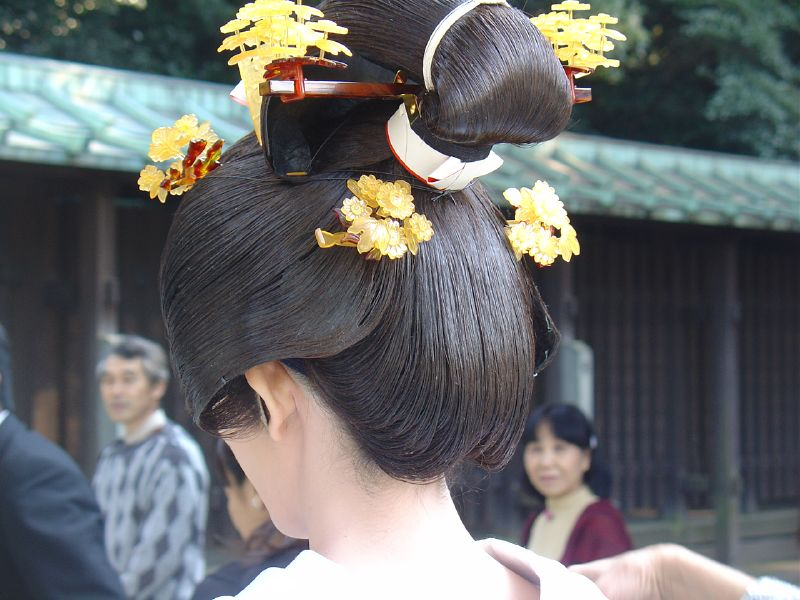
日本傳統新娘的髻
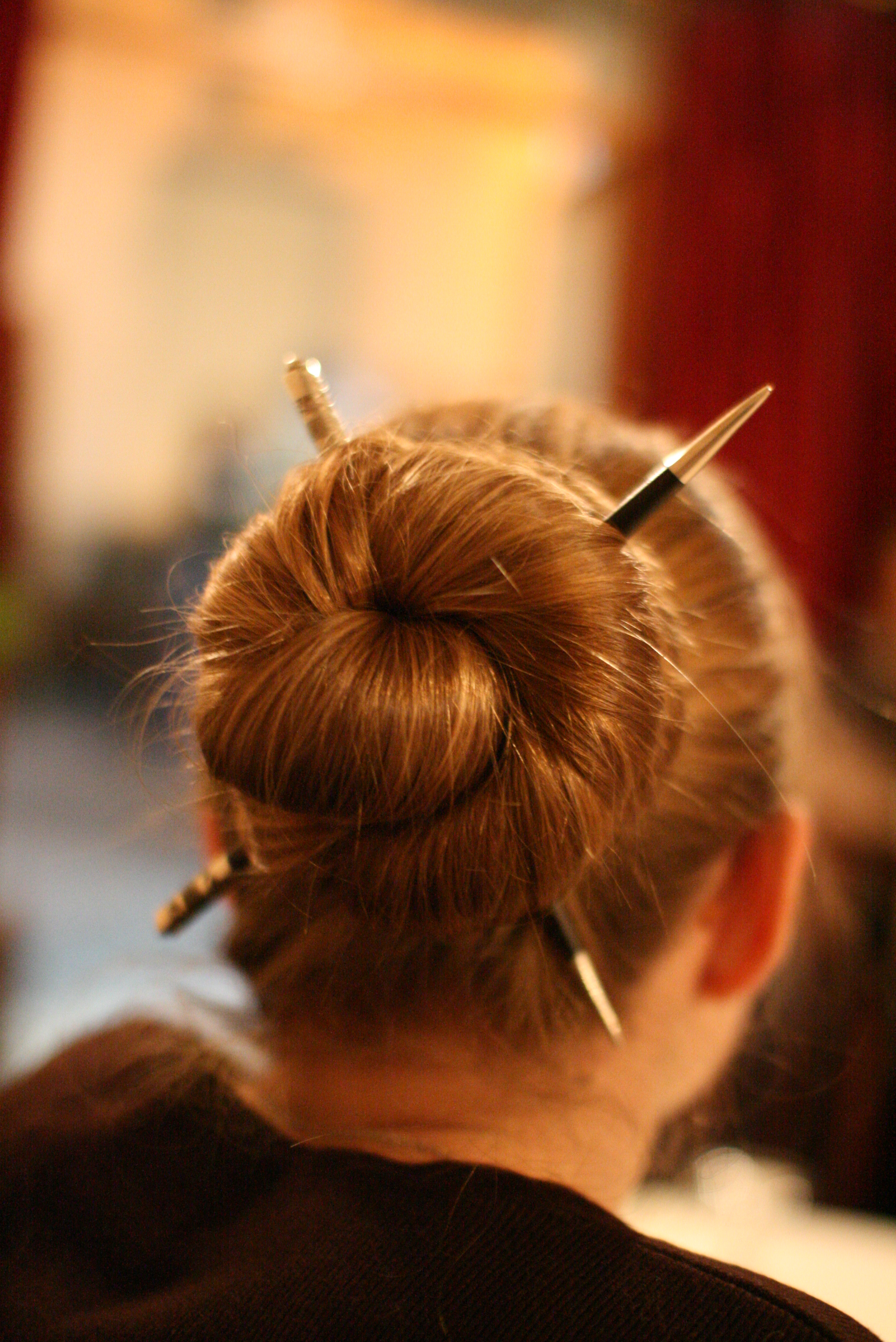
用笄的髻